# Василий Караиванов
Вижте пояснителната страница за други личности с името Василий.
Василий е български духовник, архимандрит.

## Биография
Христо Караиванов е роден през 1800 година в Сопот със светското име Христо Василев Караиванов. По-голям брат е на Гина Караиванова, майка на Васил Левски. През 1852 година приема послушничество, а през 1856 година се замонашава в сопотския мъжки манастир „Свети Спас“ под името Василий. Дотогава се занимава с търговия, заедно с най-малкия си брат Петко (съпруг на Неделя Петкова). След смъртта на брат си през 1858 година, разпродава стоката, ликвидира търговията и става хаджия, след като посещава Божи гроб. Таксидиот е на Хилендарския светогорски манастир (Хилендарски метох в Карлово).
През 1859 г. в карловската църква „Света Богородица“ е ръкоположен от митрополит Паисий Пловдивски в архимандритско достойнство, а племенникът му Васил в йеродякон.
Отношенията между вуйчото и племенника са противоречиви. Вуйчото обещава на младия тогава Васил, че ако се покалугери, ще го изпрати на учение в Русия, така мечтано от племенника, но не удържа обещанието си. По-късно архимандрит хаджи Василий е обвиняван в много прегрешения срещу племенника си Васил, включително и в предателство. Няма нито едно доказателство или документ, уличаващ го в тези прегрешения, нито самият Левски някога го е обвинил.
Васил Левски поема своя път на революционер, без да се е отказал напълно и от духовното си служение, а архимандрит хаджи Василий остава да служи на Бога и църквата до 1874 г., когато е ограбен и убит от разбойници в околностите на село Синджирлии.